# Wet Wilderness
Wet Wilderness (en español: Desierto húmedo) es una película de terror pornográfico estadounidense de 1976, dirigida por Lee Cooper. Está protagonizada por Faye Little, Alicia Hammer, Raymond North y Daymon Gerard.

## Sinopsis
Una madre, su hijo, su hija y la novia de la hija están en el bosque en un viaje de campamento. Mientras la madre y el hijo se dirigen a una cabaña, la hija y su novia van a un claro, donde tienen relaciones sexuales. Mientras las dos mujeres fornican, un hombre con un pasamontañas naranja y un machete las encuentra y las obliga a realizar varios actos sexuales con él y entre ellas. Mientras su novia le hace sexo oral al hombre enmascarado, la hija huye y el hombre la persigue después de apuñalar a la novia en la entrepierna con su machete.
El hombre sigue a la chica hasta donde se encuentra el resto de la familia, abusa sexualmente de la madre y obliga a la hija a practicarle sexo oral a su hermano. Después de sodomizar a la madre, el hombre hace que ella y su hijo copulen, y mientras él está distraído observándolos a los dos, la hija huye. Mientras tropieza por el bosque, la hija encuentra a un hombre atado a un árbol y lo desata después de que él dice que el hombre enmascarado lo había capturado hace tres días. Justo cuando la hija libera al hombre, el violador (que ha matado al hijo) aparece con la madre a cuestas. El violador hace que el hombre, la hija y la madre tengan un trío, luego asesina al hombre golpeándolo en el pecho con un hacha.
Después de que la madre y la hija se limpian la sangre del hombre muerto, el violador obliga a las dos a practicarle sexo oral. Mientras la madre le practica sexo oral al hombre, la hija toma el machete que había tirado y lo castra con él.

## Reparto
- Daymon Gerard
- Alice Hammer
- Raymond North
- Faye Little
- Gordon Freed

## Recepción
AV Maniacs calificó la película de «reprensible en casi todos los sentidos posibles», y también dijo que el contenido potencialmente ofensivo de la película se vio opacado por lo inepta y mal actuada que fue. The Movies Made Me Do It le otorgó una puntuación de siete sobre diez y concluyó que Wet Wilderness «no es una obra maestra y no es una película perfecta ni siquiera para los bajos estándares del género, pero es una pequeña película entretenida que los fanáticos de este tipo de basura sin duda disfrutarán».